# 黃譯瑩
黃譯瑩，是臺灣女性教育學家。現為教育部國民中小學九年一貫課程修訂審議委員會委員、教育部國民中小學九年一貫課程推動工作小組委員。

## 學歷
- 俄亥俄州立大學博士－1992年9月~ 1995年3月
- 愛許蘭大學教育碩士－1991年9月~ 1992年7月[3]
- 國立嘉義師範學院（現為嘉義大學）數理系學士－1984年9月~ 1991年7月

## 經歷

### 現任
- 國立政治大學師資培育中心專任教授
- 國立政治大學教育系、教育研究所兼任教授
- 國立政治大學創新與創造力研究中心研究員
- 課程研究學術期刊主編、編輯委員
- 教育部國民中小學九年一貫課程修訂審議委員會委員
- 教育部國民中小學九年一貫課程推動工作小組委員
- 教育部國民中小學綜合活動學習領域第一、二、三學習階段教科圖書審定委員會主任委員
- 教育部國民中小學九年一貫綜合活動學習領域第四學習階段教科圖書審定委員會主任委員

### 曾任
- 臺北縣正義國小教師
- 美國國立艾森豪科學與數學教學資源中心研究成員
- 逢甲大學教育學程中心專任副教授
- 逢甲大學教育實習指導教授、教育實習輔導委員會執行秘書、教育學程學生遴選委員會委員、地方教育輔導委員會委員、兩性平等教育委員會委員
- 逢甲大學領導知能發展中心兼任副研究員、領導知能初階與進階研習課程教師
- 國立臺中師範學院國民教育研究所兼任副教授
- 國立政治大學]師資培育中心專任副教授
- 國立政治大學教育系、教育研究所兼任副教授
- 台中縣教育局台中縣國民中學校長甄選口試委員
- 台中縣教育局災後學校教學及學生輔導計畫推動委員會諮詢委員
- 台中縣教育局國教輔導團綜合活動學習領域研究小組指導教授、諮詢委員
- 教育部國民中小學九年一貫綜合活動學習領域研修小組召集人
- 教育部國民中小學九年一貫課程國中小學試辦學校輔導工作中區輔導委員
- 教育部國民中小學九年一貫綜合活動學習領域課程綱要審查基準召集人

## 論文
- 1992, 'Textbooks used in America and Taiwan : A comparison of the first-grade mathematics textbooks., ' Ashland University.[4]
- 1995, 'Teachers experiencing and reflecting on curriculum integration as an approach to teacher change., ' The Ohio State University.[5]

## 榮譽
- 榮獲國立政治大學九十四年度傑出研究講座教師獎勵。